# Los Hispanos
Los Hispanos es una orquesta colombiana de música tropical que fue fundada en el barrio San Joaquín de Medellín en el año 1964. Los creadores de esta idea fueron los hermanos Jairo y Guillermo Jiménez J., quienes interpretaban en su orden el acordeón a piano y la guitarra acústica, a la cual se le acondicionó un micrófono para convertirla en guitarra eléctrica.

## Origen del nombre y uso de instrumentos
Ramiro Velázquez interpretaba los timbales pues no tenían batería. También participaban Gabriel Pizano, Guillermo Mejía y Oscar Ochoa. Así, y con el nombre de "Sochi" (Sociedad de Chinches) amenizaban las reuniones y bazares a los que eran invitados.
Pasado un corto tiempo y debido al éxito alcanzado por el grupo, Jaime Uribe, quien en esa época estudiaba saxofón en Bellas Artes, se ofreció para ingresar pues esto le serviría a la vez como práctica para sus estudios musicales. Pasan unos días y Jaime ofrece a Gilberto Quintero, hermano de Gustavo Quintero y quien también estudiaba saxo. Con el ingreso de este elemento el grupo toma otro rumbo, cambian el acordeón por el bajo eléctrico, se adiciona un instrumento desconocido hasta ese tiempo, el solovox, y se sugiere el cambio de nombre. Después de varias reuniones surge la idea de llamarse "Los Hispanos", con el ánimo de evitar los extranjerismos, tan de moda en esa época.
Pasados tres años ingresa al grupo Gustavo Quintero y se inicia la época de las grabaciones. Inicialmente graban para la casa Metrópoli los temas: "Reina", "Aleluya gogo", "Mi valle" y "La goma que hace globitos". Por la falta de experiencia en grabaciones y el poco interés de Metrópoli, estos temas no fueron de gran acogida entre el público de la época; sin embargo aparecieron en un disco L.P., prensado en los Estados Unidos.

## Reconocimiento Nacional y División Interna
La agrupación se convertiría en la orquesta de moda y amenizó las principales fiestas de quince años, matrimonios y aniversarios de la ciudad de Medellín, hasta llegar a ser artistas exclusivos del Club de Profesionales por dos años, en los cuales se crearon las famosas empanadas bailables a las que asistían los jóvenes que en la actualidad son la clase dirigente del país.
Graban tres L.P., "De Película", "De Locura" y "De Ataque" que contienen temas tan famosos como "Fantasía nocturna (reconocido popularmente como Lucerito)", "La charamusca", "Los gansos", entre otros, temas que hoy por hoy son obligados en cualquier reunión bailable y que a pesar de tener más de cincuenta años de grabados siguen vigentes.
Como en cualquier proyecto, no siempre existe la sensatez y más teniendo en cuenta la juventud de sus integrantes; se da inicio a una división interna en el grupo y es así como surgen dos camarillas, se separan y es allí donde nacen "Los Graduados".
Como la intención era prescindir de los servicios de los hermanos Jiménez, fundadores del grupo, estos para protegerse registraron el nombre "Los Hispanos" en la división general de derechos de autor del ministerio de Gobierno, registro que aun perdura y que se encuentra en el tomo 2, libro 12, partida 215 de 15 de abril de 1977.

## Rodolfo Aicardi
Con los auténticos "Hispanos", aparte de sus fundadores, quedan Guillermo Mejía, Gabriel Pizano y el desafío de seguir adelante o claudicar, pues no tenían base musical ni respaldo de la casa disquera.
A este desafío responden los fundadores con el L.P.: "De Nuevo Los Hispanos", con la voz de Rodolfo Aicardi, que se convierte en el suceso musical del momento pues en este trabajo encontramos temas como "Así empezaron papá y mamá", "Los algodones", y "La burra y La chiva".
En esta etapa con Rodolfo, graban los que son considerados los mejores temas de música bailable de Colombia tales como "Adonay", "Boquita de caramelo", "Cariñito" (original de "Los Hijos del Sol"), "Ocho días", "Papelito blanco", entre otros, incluidos en los primeros cinco L.P’S.
"Los Hispanos" cuentan con presentaciones en Ecuador, Estados Unidos, Venezuela, Canadá, Perú y Europa, algunas de estas giras con duración de dos o más meses.
No sobra recordar que por "Los Hispanos" han pasado muchos cantantes de música popular bailable, entre los que se cuentan Gustavo Quintero, Rodolfo Aicardi, Piter Botina, René Cárdenas, Jorge Laún, Jorge Grajales, Bobby small, Tony Contreras, Jorge Restrepo (J .R. Quintero), Mario Sánchez, Jaime Ley, César Augusto, el ecuatoriano Gustavo Velázquez y muchos otros que han tenido en "Los Hispanos" su época de oro.

## Discografía
La Gorda y el Casamiento - 1967
Mi valle, Reina, La goma de hacer globitos, Juan Ramón, Con la mano en el hombro, La gorda y el casamiento, Aleluya go go, Llegó el carnaval, Cumbia al amanecer, El viejo Pinzón, Hermosa caraqueña, Gaita de doncella.
Cantan: Gustavo Quintero y Darío Gil
De Película - 1967
La quinceañera, Te invito a bailar, La bala, Como yo la quiero, Fantasía nocturna (Lucerito), Linda morena, Me lo prohibió el doctor, Cumbia en Cartagena, El mango, Así soy yo, Mosaico De Película: El conductor, La pata pelá, Los gotereros. La mija.
Canta: Gustavo Quintero
De Locura - 1968
Para Santa Marta, Quince primaveras, La colegiala, Romance tropical, Gaita cumbiambera, Ramita de matimbá, Al compás de las polleras, Viejo guacarnaco, Wilson, El cangrejo, Vete de mi, Operación trasplante.
Canta: Gustavo Quintero
De Ataque - 1968
La cañaguatera, Caracoles de colores, Los gansos, Pasa la gaita, Carita de ángel, La charamusca, Golearon al diablo, Muñequita ibaguereña , Tan bella y tan presumida, El palo, Mosaico no. 2: Ya voy Toño, Festival en Guararé, Casi casi, La danza de la chiva.
Canta: Gustavo Quintero
Grandes Éxitos - 1968
Piratas del aire, Mona linda, Para Santa Marta, Cumbia triste, Mosaico De Película, Fantasía nocturna, La danza de la chiva, Golearon al diablo, Se necesitan dos, Los gansos, Ramita de matimbá.
Canta: Gustavo Quintero
De Nuevo Los Hispanos - 1969
Así empezaron papá y mamá, Mala suerte, Los palmares, Mis zapatos viejos, La burra y la chiva, Cumbia cereteana, Ya para qué, Compae Chemo, María Isabel, Lindo clavelito, Mosaico no. 4: El picaflor, La conocí, El coplero, Los tres indiecitos.
Canta: Rodolfo Aicardi
De Pelea - 1969
La misma vaina, No te alejes, El sequecito, Mi primavera, Lorenza, Olvidemos el Pasado, Chan con chan, El Papelito Blanco, El gallo pelao, Mujer celosa, Los algodones, Las siete polleras.
Canta: Rodolfo Aicardi
De Peligro - 1969
Agua de cu, La cinta blanca, Ocho días, Manuelito Barrios, El maestro, Cumbia marinera, Masculino y femenino, Macondo, Voy cantando, Tío Pepe, Río río, Cangrejito enamorado, Mosaico no. 5: Contrapunto, Cabeza de Hacha , Media Vaca.
Canta: Rodolfo Aicardi
De Triunfo en Triunfo - 1970
Yo me voy pa' Macondo, Feliz Nochebuena, Los domingos, Adonay, Casi casi, Ni cuerpo ni corazón, Mi Cumbión, Cantares de Navidad, El Lunarcito, Yo no fui, Adiós, adiós corazón, Las amapolas, Mosaico no. 6: Tírame la pelotita, Chavela, Charleston.
Canta: Rodolfo Aicardi
De Primera - 1971
El solterón, Sin corazón en el pecho, Ya voy hacia ti, Cumbia marinera, Valledupar tierra querida, Tomo que tomo y tomo, Bandolera, Los resecos, Se la llevó el tren, Vestida de caramelo.
Canta: Rodolfo Aicardi
De Paseo - 1971
Beso sobre beso, La murga, Alegre serenata , Borriquito, Tira la red, La lora grosera, Violencia, Sabor gitano, Y qué, Teniéndote a ti, Mosaico no. 7: Descarada, Qué te parece cholito, Que amargura, Que saquen el gallo, Chiu chiu.
Canta: Gustavo Velásquez
De Suerte - 1972
Callecitas de Cartagena, El hijo del marinero, El vendedor del amor, De la noche a la mañana, Fiesta de negritos, Se mete, se mete, Arriba la vida, El carro de Rafucho, Dónde estás?, Lucero espiritual Mosaico no. 9: Pascual Del Becchio, El aguacero, María Cristina, Peso sobre peso, La carta.
Canta: Gustavo Velásquez
De Padrinos en La boda de Mandrake - 1972
La boda de Mandrake, Catalina, El minero, Te digo ahorita, Yo quisiera, Navidad sin ella, Cuando las mujeres tenían cola , Qué lindo anochecer , Qué swing tiene tu sonrisa, Besos de amor, Mosaico no. 8: La cocaleca, El ratón, Cumbia de sal, El mecedor, La bruja.
Canta: Gustavo Velásquez
De Afán - 1973
Compae Ramón, Que bueno pa' papá, Cumbia sobre el río, Secuestraron a mi suegra, Sabes que te estoy queriendo, El catabrito, Cumbia de la paz, Remolino chupamanchas, La hicotea, Me quiero casar (La viejita), La guarapacumbia, La bailadora.
Cantan: René Cárdenas y César Augusto
10º Aniversario - 1973
Sentimiento de amigo, La sirena, Tamborera '73, Historia vallenata, Las elecciones, Acelera tu motor, Playas de mi tierra, Cenizas de triqui traqui, El biberón, Señora Lola , Mosaico vallenato: Festival vallenato, La historia, El amor amor, La patillalera.
Cantan: Peter Botina y René Cárdenas
De Ayer... A hoy - 1974
Cumbia en la playa, Cuantos recuerdos, La luz, A orillas del Magdalena, Atlántico, Maribel bonita, El sauce, Costeño cachaco, Puente Pumarejo, Eliminación de feos, María Espejo, A mi nena.
Cantan: Peter Botina y René Cárdenas
De Regreso - 1978
El perfumito, Los cañaverales, El casado arrepentido, Negra candela, La yaguera, Teresita, Camarón pelao, Pomponio, Mar azul, Las vecinas, Tú y yo solitos, Ni an se sabe.
Canta: Rodolfo Aicardi

Rodolfo con Los Hispanos Que Chévere... - 1979
Daniela, Tabaco y Ron, Donde estás Mariana, El abandonado, El Preso, La Cerveza, Cara, carita, Cariñito, Botellita de Ron, Pescador triste, Ay mamá, Ay papá, La Bruja.
Canta: Rodolfo Aicardi
Rodolfo con Los Hispanos Que Chévere... Vol. 2 - 1980
Boquita de Caramelo, Colegiala, Linda Rosa, El baile del brincaito, Muchachita del Oriente, Penas por un amor, Perdido y borracho, Cumbia de Diciembre, Que regrese, Muchachita Celosa, Quiero que me des tu amor, Vagabundo Soy.
Canta: Rodolfo Aicardi
Arrasando - 1980
La cobija, Se rompió el chaleco, María Jesús, Lucero de la mañana, El M-19, Mosaico Hispano: Tabaco y ron, Las amapolas, Lindo clavelito, Adonay, El solterón, Tomo que tomo y tomo, Chan con chan, Así empezaron papá y mamá, El papelito blanco, Ya voy hacia ti, La misma vaina, Cumbia marinera, Lorenza, Agua de cu, Los domingos.
Canta: Jaime Ley
La Propinita - 1981
Prestame tu mujer, La flor de papa, La propinita, El violín y el saxofón, Los mil hu hu hu, El dicharachero, La fiesta del año, El cuervo, De quién, Dame tu cariño.
Canta: Jaime Ley
Rodolfo con Los Hispanos Que Chévere Vol. 3 - 1981
Se va la vida, Mi linda Bárbara, Enamorado, El juramento, Nochebuena, Vanidad, Carola, Mujer fugitiva, Por la madrugá, Dame tu amor, Plegaria, Triste diciembre, Te picó el gusano.
Canta: Rodolfo Aicardi
La Sardinita - 1982
El comediscos, Mi mujer, Amarraditos, Silvana y Raquel, Oye mi amor, La sardinita, Así es el amor, Muñequita santandereana, Mosaico Hispano: Historia de Ramón Hoyos, Cumbia de Ovejas, Apágame la vela, La raspa.
Cantan: Mario Sánchez, Jaime Ley y Freddy Toro
Rodolfo con Los Hispanos Que Chévere Vol. 4 - 1982
Ojos azules, María Cristina, Lejanas tierras, El cimarrón, El aguajal, Con sentimiento, El lamento de tu voz, La enfermera, La guacharaca, La rosa en botón, El mendigo, La fiesta fue para ti, La gorda y la flaca.
Canta: Rodolfo Aicardi
Rodolfo con Los Hispanos Que Chévere Vol. 5 - 1983
Vidita, Adorada chinita, El beso del adiós, Dime cariño mío, Los calienticos, Chica bonita, Tu retrato, El tizón, La fiestera, Amor por computadora, La fiestera.
Canta: Rodolfo Aicardi
El mano a mano del año - 1984 
Rodolfo Aicardi Vs. Gustavo Quintero
La hermana de éste, La cuñadita, El tingo tango, Dos más, En el lomo de la mula, Baile de cumpleaños, El adiós, Chispiando candela, Sanjuaniando, El coquero, Mosaico: Fantasía nocturna, Olvidemos el pasado, Muñequita ibaguereña, Songo sorongo, La cañaguatera, Yo me voy pa' Macondo, Caracoles de colores, Boquita de caramelo .
Cantan: Rodolfo Aicardi y Gustavo Quintero
Rodolfo con Los Hispanos Que Chévere Vol. 6 - 1985
Susana, Songo sorongo, Dulce cariñito, Entonces cuando, Poquito a poco, Lamento de amor, Mírame un poquito más, Corazoncito, La manzana de Adán, Tan fácil de olvidar, Mosaico de cumbias: Dueña de mi amor, Lindo cielo, Vanidad de mujer.
Canta: Rodolfo Aicardi
El mano a mano Vol. 2 - 1985
Rodolfo Aicardi Vs. Gustavo Quintero
Mosaico Mano a Mano 2: El papelito blanco, La maestranza, Feliz Nochebuena, Capullo de rosa blanca, Adonay, La pelea del siglo, Ciriaco el sabroso, Ese muerto no lo cargo yo . Dime Consuelo, Que cara más bonita, Mi novia automática, La jarretona, Preciosa, La mujer mandona, Navidad sin madre, La cama de Chila.
Cantan: Rodolfo Aicardi y Gustavo Quintero
Fuera de Concurso - 1987
Ojitos Hechiceros, Anoche mientras dormía, Yo también olvido, Cuésteme lo que me cueste, Te daré cariño, Tamborera del amor, Dile, El apagón, Qué pasará en año nuevo, El teléfono.
Canta: Rodolfo Aicardi
Durísimo Bailable - 1987
Alma negra, Adoración, El ciclón, Las vallunas, Bomborony, Dame, dame, Fiesta en mi pueblo, Coqueta, El jardinero, El teléfono, La querendona, Palomita de barro.
Canta: Rodolfo Aicardi
Rumba Bailable ¡¡Hasta las seis de la mañana!! - 1988
Te castigo haciéndote llorar, 20 años menos, Pelaíta, Aquel café, Matica de limón, Elia Rosa, Buscando olvido, El genio del amor, Linda Lucía, Mosaico RA7: Lamento náufrago, Ay cosita linda, El testamento, La olla.
Canta: Rodolfo Aicardi
Los Hispanos y La Típica RA7 con Rodolfo - 1989
Así es mi tierra, No me eches la culpa a mi, Pena de amor, Mariluz, Esa mujer, Velorio pa' que, Abuelito indio, Entre que sí y que no, Fiesta corralera, La tirana, Fiesta corralera, La carta, La vecinita.
Canta: Rodolfo Aicardi
Grandes Éxitos de Los Hispanos con Rodolfo - 1990
Bandolera, Dile, Adiós, adiós corazón, Los domingos, Lorenza, Pelaíta , Mis zapatos viejos, Ya se marchó, Enamorado, El casado arrepentido, Mi primavera, Cumbia marinera, Entonces cuando, No te alejes, Manuelito Barrios, Perdido y borracho.
Canta: Rodolfo Aicardi
Lo Último... En Bailable - 1990
La cerveza, Cinturita de jabón, Boquita de coral, La temperatura, Te vas mañana, Palito e' matarratón, Bailaré hasta amanecer, Que no quede huella, Te cuento del baile, Corazón prisionero.
Canta: Rodolfo Aicardi
Cantares de Navidad - 1991
Mi esposa clandestina, Borremos el pasado, Ayer me dijeron loco, Morena, Gina, Bórrame de tu vida, Hay que pegarle a la mujer, Olvidemos el pasado, India, Cantares de Navidad.
Canta: Rodolfo Aicardi
Lo Nuevo con Rodolfo - 1992
Linda muchachita, Corazón loco, Quiero que me quieras, Soy tu querer, Mi pena de amor, Ayer te fuiste, Tu indiferencia, No peliemos tanto, Estado civil: amantes, Aguardiente y té, Tu primer amante, Morenaza-Paquete de cariño, Despecho.
Canta: Rodolfo Aicardi
El Mejor de Siempre - 1993
Días felices, El secreto, Pedacito de papel, Entre amores y cantinas, El otro me la robó, La farafifa, Cumbia desnuda, Chica vacilona, Mosaico para ti, Igualito es.
Canta: Rodolfo Aicardi
El Ritmo Inconfundible de Colombia- 20 Éxitos - 1996
El aguardientero, Carita de ángel/Quinceañera, Daniela/Boquita de caramelo, Muñequita ibaguereña/Romance tropical, La cañaguatera, Fiesta en mi pueblo/Para Santa Marta, El papelito blanco/Olvidemos el pasado, Tan bella y tan presumida/Así empezaron papá y mamá, Adonay/Ocho días, Cariñito, Caracoles de colores/La danza de la chiva, Fantasía nocturna.
Canta. Jorge Laún
Los Hispanos Inolvidables - 20 Éxitos Vol. 2 - 1997
Pregúntale a la noche, Bórrame de tu vida, Los gansos, El preso, Macondo, A un amigo, Ya para qué, A mi madre, Cumbia triste, Cantares de Navidad, Ramita de matimbá, El teléfono, Carita de niña buena, En las cantinas, El lunarcito, Feliz Nochebuena, Mosaico: Así soy yo, Mi primavera, Cumbia en Cartagena, La cinta blanca.
Canta. Jorge Laún
Los Hispanos De Siempre...y Para Siempre - 1998
Ingratitud, Dos en uno, Siete letras, Cumbia desnuda, Homenaje a Daniel Santos, Mi solución el guaro, El marido, Cómo pasa el tiempo, El colmo del borracho, Desde el sur, Se fue, Última Navidad.
Canta. Jorge Laún
Los Hispanos - 40 Años de Éxitos - 2004
Boquita de caramelo, Carita de ángel, Daniela, Los gansos, Cariñito, Macondo, Ya para qué, Adonay, Lindo clavelito, Pájaro amarillo, El papelito blanco, Tamarindo, Andate pues año viejo, Ocho días, La manzana, Pescador triste, Olvidemos el pasado, El vampiro, Por tus desprecios, Mosaico corralero: Tamarindo, El vampiro, La manzana.
Cantan: Marco Vinicio, Delfo Ballestas y Álvaro Bolívar